# Джемма Чан
Джемма Чан (англ. Gemma Chan, нар. 29 листопада 1982, Лондон) — англійська акторка кіно, телебачення, театру, колишня модель.
Виконала роль головної героїні Міа / Аніта телесеріалу Люди (англ. Humans, стил. HUM∀NS), який дебютував у червні 2015. У франшизі Кіновсесвіту Marvel (КВМ) зобразила Мінн-Ерву у фільмі «Капітан Марвел» (2019), а потім одну з головних героїнь «Вічні» (2021) — Серсі.

## Життєпис
Джемма Чан народилася 29 листопада 1982 року в Лондоні. Батьки — вихідці з Китаю. Вивчала юриспруденцію в Worcester College. У 2008 році закінчила Drama Centre London. У 2006 році брала участь в британській версії проекту «Подіум».
Дебютувала на телебаченні в 2006 році. У 2009 році зіграла у фільмі «Іспит». У 2011 році знімалася в серіалі «Таємний щоденник дівчини за викликом». З 2015 по 2016 рік грала в серіалі «Люди»
З 2011 року зустрічається з актором Джейком Вайтголлом.